# Майкл Адамтвейт
Майкл Девід Адамтвейт (англ. Michael David Adamthwaite; 1 вересня 1981, Онтаріо) — Канадський Актор та Актор Озвучення і Дубляж.
Йому приписують озвучування багатьох персонажів у різних аніме-серіалах. Він також відомий за роль (Зоряної Брами)‐Яффи, Список повторюваних інопланетних персонажів у Зоряній Брамі SG-1#Герака у науково-фантастичному телесеріалі «Зоряна Брама SG-1».

## Фільмографія

### Анімація
- Дінотрукс — Нижній потяг Дозератопса
- Дракони II: Металеві віки — Принц Дев
- Фантастична четвірка: Найвеличніші герої світу — Namor
- Казки про пожежну частину — Бензин
- Халк проти — Балдера
- Царства творіння - Лорд Ксандер
- Мегамен: Повністю заряджений — *Сержант Брейкер Найт/Лорд *Обсидіан, Дуейн, Мері Флер
- Залізна людина: Пригоди в броні — Джастін Хаммер /Титанова людина, ДЖАРВІС
- Зануди та монстри — Дёрн
- Наступні Месники: Герої *Завтрашнього дня — Тор
- Ніндзяґо: Майстри Спінджицу — Джей, Мезмо, Фанг-Суей, Листоноша, Раггмунк
- Суперкнига — Пірс
- Супернуби — Джок Джокерсон, *Зенблок, Містер Верц, радіоведучий
- Люди Ікс: Еволюція — Колос
- Ніндзяґо: Повстання драконів — Джей Вокер, Родерік Аллен, Заркт

### Ролі в Фільмі
- Піщаний майданчик: Повернення додому — Пітчер Доджер
- Кінцевий пункт призначення 5 — Лайн Кук
- Великий фільм — Рікард
- Роги (2013) — Ерік Ханніті
- Психолог — Рорі
- Смолвілль — Рікі (епізод: «Перехресний вогонь»)
- Зоряна Брама SG-1 — Герак
- Вічний — Вес Гілліам
- Сутінкова сага: Молодик — Чет
- Warcraft — Магні Бронзобородий
- Ходячи високо (2004) — Берк
- Ущелина (2015) — Едді
- ВДВ (2016) — Хлопчик-м'ясник (озвучка та захоплення руху)
- Війна за планету мавп (2017) — Лука (зйомка руху)
- В ім'я короля: Два світи — Тейн
- Максимальне засудження (2012) — Коллінз
- Фаст Лейн — Клінт Ріггінс
- Надприродне — Охоронець Білл
- Цілісне детективне агентство Дірка *Джентлі — Зед
- Резидент-чужинець — Говард Райт

## Ролі дубляжу

### Анімація
- Чорна лагуна : Друга загороджувальна застава — Гіндзі Мацудзакі
- Хлопчики більше квітів — Цукаса Домьодзі
- «Зошит смерті» — Рей Пенбер , Ентоні Рестер
- Потяг динозаврів — Гесперорніс Джесс , Рапторекс Реджі
- Dragon Drive — Хікару Хімуро
- Воїни династії: Гандам 2 — Морська книга Арно, Кьодзі Кассю
- Воїни династії: Гандам 3 — Морська книга Арно, Кьодзі Кассю, Стрічки Алмарк
- Хлопчик з майбутнього Конан — Донгоро
- Привид у панцирі: Комплекс самотності OVA «Людина, що сміється» — «Людина, що сміється»
- Джінтама — Тосіро Хідзіката
- Хікару но Го — Сейдзі Огата
- Безкінечний Рівіус — Фу Намучай
- Inuyasha: The Final Act — Б’якуя , Гінка, Наохі , захисник кладовища демона Вовка
- Серія «Королівство» — Чан Вень Цзюнь
- Кізнайвер — Казунао Ямада
- Курозука — Арашіяма
- Майстер Кітон — Генріх
- Воїн Мегамена NT — Пан Хікарі
- Мобільний костюм Gundam SEED — Ізак Джоуль
- Мобільний костюм Gundam SEED Special Edition — Ізак Джоуль
- Мобільний костюм Gundam SEED Destiny — Ізак Джоуль
- Мобільний костюм Gundam 00 — Оповідач, Ріббонс Алмарк , Еміліо
- Нана — Кьосуке Такакура
- Проєкт ARMS — Кліфф Гілберт
- Воїни Ронінів — Мукала
- Сінбад — капітан Раззак
- Зоряний океан EX — Підборіддя
- Меч незнайомця — Без назви
- Маленький принц — Муше-Муше (Планета Грелона) Антуан, астроном (Планета викрадача зірок)
- Історія Саюнкоку — Шуей Ран, придворний 1, високопосадовець 1
- Токійський метрополітен — Секі
- Трансформери: Кібертрон — Лагнац
- Трохи шоколаду — трюфель
- Зоїдс Вайлд — Квад
- Zeke's Pad — Езекіал «Зік» Палмер

### Живі акторські роботи
- Записка смерті — Рай Івамацу (Рай Пенбер)

## Зовнішні посилання
- Майкл Адамтвейт на сайті IMDb (англ.)

1. ↑  CONOR.Sl